# Беннисон, Ханна
Ханна Ульрика Беннисон (швед. Hanna Ulrika Bennison; род. 16 октября 2002, Лома, Сконе) — шведская профессиональная футболистка, полузащитник испанского клуба «Реал Мадрид» и национальной сборной Швеции. В январе 2020 года УЕФА назвала её одним из 10 самых перспективных молодых игроков Европы, а в марте 2021 года она выиграла премию «Лучшей молодой футболистки мира».

## Клубная карьера

### Ранние годы
Беннисон родом из Ломмы и присоединилась к своей местной команде «ГИФ Найк» в возрасте пяти лет. Позже она присоединилась к молодежной академии клуба «Русенгорд».

### «Русенгорд»
В апреле 2018 года 15-летняя Беннисон дебютировала в Дамаллсвенскане, выйдя на замену в матче против Кальмар. В том же году клуб выиграл Кубок Швеции. Она завершила сезон 2018 с четырьмя сыгранными матчами в лиге.
В сентябре 2018 года она впервые сыграла в еврокубках, выйдя на замену в матче 1/8 финала Лиги чемпионов против «Рязань-ВДВ». В сезон 2018 она забила свой первый официальный гол в игре против «Коппарбергс/Гётеборг» (2:2).
В сезоне 2019 развитие Беннисон ускорилось, и она сыграла 18 матчей в лиге, выйдя в стартовом составе в 16, и забила три гола, а «Русенгорд» выиграл национальный чемпионат. Спортивный директор клуба Тереза Шёгран была удивлена быстрым прогрессом Беннисон и ожидала, что юная девушка примет участие только в шести матчах того сезона. Несмотря на интерес к трансферу со стороны «Лиона», Беннисон пока не хотела покидать Мальмё, так как она ещё училась в школе.
Беннисон отсутствовала большую часть сезона 2020 из-за травм и COVID-19. Когда она восстановилась в 2021 году, она столкнулась с жесткой конкуренцией за стартовую позицию в клубе, в основном со стороны Рии Олинг и Оливии Скуг.

### «Эвертон»
В августе 2021 года Беннисон подписала четырёхлетний контракт с «Эвертоном» за «существенную шестизначную сумму», что сделало её рекордным подписанием клуба с точки зрения трансферной платы. Она дебютировала 5 сентября, выйдя на замену вскоре после перерыва в проигрышном матче против «Манчестер Сити» (0:4). Она забила свой первый гол за «ирисок» 25 сентября, сделав счет 2:1 в игре против «Бирмингем Сити». В течение сезона она зарекомендовала себя как игрок основного состава, появляясь в каждой из 22 игр лиги, в десять из которых в стартовом составе, и таким образом внесла значительный вклад в то, чтобы «Эвертон» остался в лиге. Её достижения в дебютном сезоне, который характеризовался, среди прочего, двумя сменами тренеров, были отмечены клубом, вручившим Беннисон приз «Лучшему молодому игроку».
Ближе к концу сезона 2022/2023 Беннисон забила победный гол, на 91-й минуте матча, в ворота «Брайтона» (2:1), обеспечив своей команде место в первой шестерке лиги.

### «Ювентус»
3 июля 2024 года подписала 3-летний контракт с итальянским клубом «Ювентус».

## Карьера за сборную
7 ноября 2019 года Беннисон дебютировала за национальную сборную Швеции в проигрышном товарищеском матче против сборной США (2:3) в Колумбусе, штат Огайо. Её пас, создавший первый гол Швеции, был воспринят как «нечто особенное» телевизионным комментатором Эли Вагнер.
Главный тренер национальной сборной Петер Герхардссон включил Беннисон в состав на Кубок Алгарве 2020 года, где она начала свой первый матч за «сине-жёлтых» в  против Германии (0:1). В Португалии Каролин Сегер, её коллега по клубу и сборной, признала большой потенциал Беннисон, но также попыталась умерить разгорающуюся шумиху: «[Она] 17-летняя девушка, поэтому важно быть с ней осторожным».
Тренер клуба «Русенгорда» Йонас Эйдевал отметил в интервью в мае 2021 года, что у Петера Герхардссона другая философия, чем у Пии Сундхаге и Томаса Деннербю. Прежние тренеры национальной сборной в значительной степени исключали игроков, которые не всегда выходили в стартовом составе в их клубе. Герхардссон так не думает, и Эйдевал выразил облегчение и сослался на него, сказав, что он (Герхардссон) может также нуждаться в хороших заменах. Эйдевал считает, что для Ханны Беннисон было бы выгодно проявить себя как хороший игрок на замену, так как это дало бы ей больше возможностей.
13 июня 2023 года она была включена в состав из 23 игроков на чемпионат мира 2023 в Австралии и Новой Зеландии. Она сыграла в четырёх из семи игр. Она сыграла 90 минут в третьей групповой игре против Аргентины, когда некоторые основные игроки отдыхали. Она вышла на замену в трёх других играх. Из-за поражения со счетом 1:2 в полуфинале от испанок её команда не вышла в финал, но смогла выиграть игру за третье место против Австралии.

### Гол за сборную
| Дата         | Место                         | Соперник  | Счёт | Результат | Турнир  |
| ------------ | ----------------------------- | --------- | ---- | --------- | ------- |
| 13 июля 2022 | Брэмолл Лейн, Шеффилд, Англия | Швейцария | 2–1  | 2–1       | ЧЕ 2022 |

## Достижения

### Клубные

#### «Русенгорд»
- Чемпионка Швеции: 2019[англ.]
- Обладательница Кубка Швеции[англ.]: 2017/18

### Международная
- Серебряная призёрка летних Олимпийских игр: 2020

### Индивидуальные
- Лучший молодёжный игрок мира (до 20 лет) по версии МФФИИС: 2021[20]